# Биксио, Чезаре Андреа
Чезаре Андреа Биксио (итал. Cesare Andrea Bixio; 11 октября 1896, Неаполь — 5 марта 1978, Рим) — итальянский композитор, предприниматель. Видный деятель музыки и кино XX века. Один из самых популярных итальянских композиторов-песенников 1930-х, 1940-х и 1950-х годов.

## Биография
Родился в семье инженера, правнука Джероламо Нино Биксио, известного борца за освобождение и объединение Италии и сподвижника Гарибальди. Рано проявил талант к музыке. В детстве учился играть на фортепиано и в возрасте тринадцати лет сочинил своё первое произведение «Suonno e fantasia».
В 1916 году стал членом Союза итальянских авторов и издателей (SIAE).
В 1920 году основал первое музыкальное издательство в Милане. Сотрудничал с художниками-футуристами и был первым итальянским автором, написавшим песни для некоторых крупных французских эстрадных исполнителей. Автор музыки для первого итальянского звукового фильма La Canzone dell’Amore (1930). Любовь к кинематогрфу привела композитора в 1960-х годах к основанию Cinevox Record, первой звукозаписывающей компании, специализирующейся на саундтреках.
Биксио был плодовитым и чрезвычайно разносторонним композитором. Наиболее проявил себя в сентиментальной песне, типично итальянской.
Начиная с 1930-х годов создал музыку для 67 кинофильмов, в которых его песни исполняли известные актёры, такие как Витторио Де Сика, Тото, Анна Маньяни и др.
Среди исполнителей его песен были также Беньямино Джильи, Тито Скипа, Джузеппе Ди Стефано и Лучано Паваротти.
Лауреат многих музыкальных премий.
Похоронен на кладбище Кампо Верано

## Избранные музыкальные произведения
- «Tango delle capinere» (1928),
- «Parlami d’amore Mariù» (1932),
- «Violino tzigano» (1934),
- «Vivere» (1937)
- «Mamma» (1940).